# セイナヨキ (小惑星)
セイナヨキ (1521 Seinäjoki) は、小惑星帯に位置する小惑星。フィンランド南西部の都市トゥルクで、ユルィヨ・バイサラによって発見された。
フィンランドの西部に位置する南ポフヤンマー県の県都、セイナヨキ (en:Seinäjoki) に因んで命名された。